# Centralisateur de mise en sécurité incendie
Pour les articles homonymes, voir CMSI.
Un Centralisateur de Mise en Sécurité Incendie (CMSI) est une unité faisant partie du SSI (Système de sécurité incendie).
Le CMSI gère les DAS (Dispositif actionné de sécurité) comme les portes coupe-feu ou le désenfumage ainsi qu'une ou plusieurs lignes de DS (Diffuseur sonore) ou de BAAS (Bloc autonome d'alarme sonore). Il peut être connecté directement à des lignes de déclencheurs manuels (CMSI type B) ou à un SDI qui lui enverra une information d'alarme (CMSI type A).